# Zanthoxylum amapaense
Zanthoxylum amapaense là một loài thực vật có hoa trong họ Cửu lý hương. Loài này được (Albuq.) P.G.Waterman miêu tả khoa học đầu tiên năm 1975.